# Sybila Trelawney
Sybila Trelawney je izmišljena oseba iz serije fantazijskih romanov o Harryju Potterju britanske pisateljice J. K. Rowling.
Poučuje vedeževanje na Bradavičarki. Je prapravnukinja zelo znane, zelo nadarjene vedeževalke Kasandre Trelawney.
Sybila Trelawney ne kaže niti trohice talenta, ki ga je posedovala njena praprababica, a v svojem življenju je posredovala dve pristni prerokbi (vendar obakrat v nezavestnem stanju):
- Dumbledorju je povedala prerokbo, ki je stala življenja Jamesa in Lily Potter (več). To prerokbo je preslišal tudi Robaus Raws in njeno vsebino povedal Mrlakensteinu. (več)
- Harryju Potterju je napovedala, da se bo Mrlakensteinu pridružil eden njegovih služabnikov, ki se kasneje razkrije kot Marius Mally in ne Sirius Black, kot je Harry mislil pred tem. (več)